# Noé Trajano
Noé Trajano é um bairro brasileiro da cidade de Patos, estado da Paraíba. De acordo com o Instituto Brasileiro de Geografia e Estatística (IBGE), a população em 2010 foi de 1.771 habitantes, sendo 856 homens e 915 mulheres.
Os limites do bairro são os seguintes: ao norte - Distrito Industrial e Jardim Magnólia; ao leste - Jardim Europa; ao sul - Novo Horizonte; e ao oeste - Novo Horizonte.

## Histórico
A área onde hoje situa-se o referido bairro originalmente era o antigo Conjunto Habitacional da CEHAP, construído pelo Governo do Estado da Paraíba no ano de 1979, e o antigo Bairro Jardim Europa, cuja denominação foi extinta pelo novo CEP vigente na cidade de Patos.
A área urbana teve sua denominação oficializada em 27 de novembro de 2015, através da Lei nº 4.549/2015, no período da então prefeita Francisca Motta.

### Noé Trajano da Costa
O nome do bairro foi uma homenagem à Noé Trajano da Costa, vereador de Patos eleito 9 de setembro de 1935 e empossado em 24 de janeiro de 1936, na época do então prefeito Clóvis Sátyro. Foi sócio-fundador e presidente da União Beneficente dos Artistas e Operários de Patos (fundada em 25 de agosto de 1931) e obteve, com o interventor, Argemiro de Figueiredo, a nomeação de Antonieta Vieira Azevedo, na condição de professora estadual, para lecionar na própria União Beneficente. Ocupou todos os cargos da UBAOP, sendo seu presidente de honra por doze vezes, e agraciado depois com o título de sócio benemérito.
Noé Trajano nasceu em Patos, em 23 de dezembro de 1925. Filho de Trajano José da Costa e Maria Augusta de Carvalho, foi alfaiate, proprietário da antiga Alfaiataria Noé Trajano, no Centro, músico clarinetista da Banda de Música local. Casou-se em 15 de novembro de 1918, com Ernestina Vieira Gomes (nome de solteira), quando ela tinha 15 anos de idade, nascida no sítio Mocambo, filha de Severino Vieira Arcoverde e Raquel Maria de Jesus. É pai do Dr, Neó Trajano da Costa, antigo juiz de Direito, falecido em João Pessoa, onde residia. Noé Trajano da Costa faleceu em 19 de junho de 1979.